# وادیم استرالتسو
وادیم استرالتسو (بلاروسی: Вадзім Стральцоў، زاده ۳۰ آوریل ۱۹۸۶) وزنه‌بردار اهل کشور بلاروس است.
از افتخارات وی می‌توان به کسب مدال طلا وزن ۹۴ کیلوگرم در مسابقات قهرمانی وزنه‌برداری جهان ۲۰۱۵ اشاره کرد.